# أندرسون فيريرا دا سيلفا
أندرسون فيريرا دا سيلفا (مواليد 23 أغسطس 1995) هو لاعب كرة قدم برازيلي.

## وصلات خارجية
- أندرسون فيريرا دا سيلفا على موقع رابطة كرة القدم اليابانية للمحترفين (اليابانية)
- أندرسون فيريرا دا سيلفا على موقع قاعدة بيانات كرة القدم.إي يو (الإنجليزية)
- أندرسون فيريرا دا سيلفا على موقع Soccerway.com (الإنجليزية)
- أندرسون فيريرا دا سيلفا على موقع عالم كرة القدم.نت (الإنجليزية)
- أندرسون فيريرا دا سيلفا على موقع AS.com (الإسبانية)